# Bahnhof Zgorzelec

Der Bahnhof Zgorzelec ist ein Keilbahnhof der Stadt Zgorzelec im Westen der Woiwodschaft Niederschlesien. Der Bahnhof ist auch unter seinem ehemaligen Namen Moys b. Görlitz (ab 15. Mai 1933 Görlitz-Moys) bekannt.

## Lage

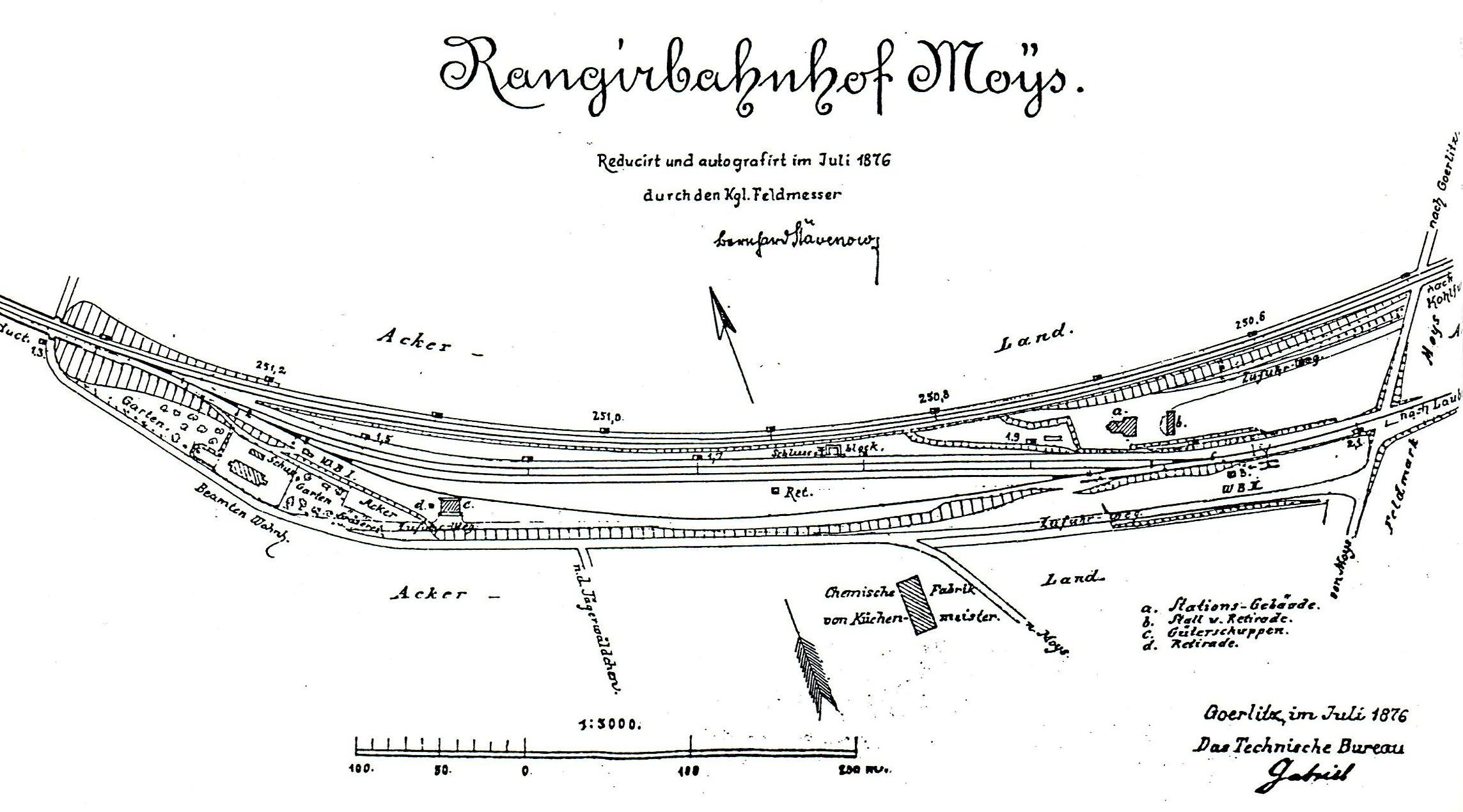
Gleisplan des Bahnhofes

Der Bahnhof befindet sich südlich des Zgorzelecer Zentrums, an der Peripherie eines Neubauwohngebietes und westlich des Stadtteils Ujazd (bis 1945 Moys).
Östlich des Neißeviadukts, hier verläuft zugleich die deutsch-polnische Grenze, trennen sich vor dem Bahnhof die Bahnstrecke nach Lubań (Lauban) sowie die Bahnstrecke nach Węgliniec (Kohlfurt). Die beiden Strecken laufen südlich beziehungsweise nördlich des Bahnhofsgebäudes zusammen.
Er verfügt über zwei modernisierte Bahnsteige in Richtung Görlitz (Gleis 1) und Węgliniec (Gleis 2) sowie zwei in Richtung Lubań.

## Geschichte

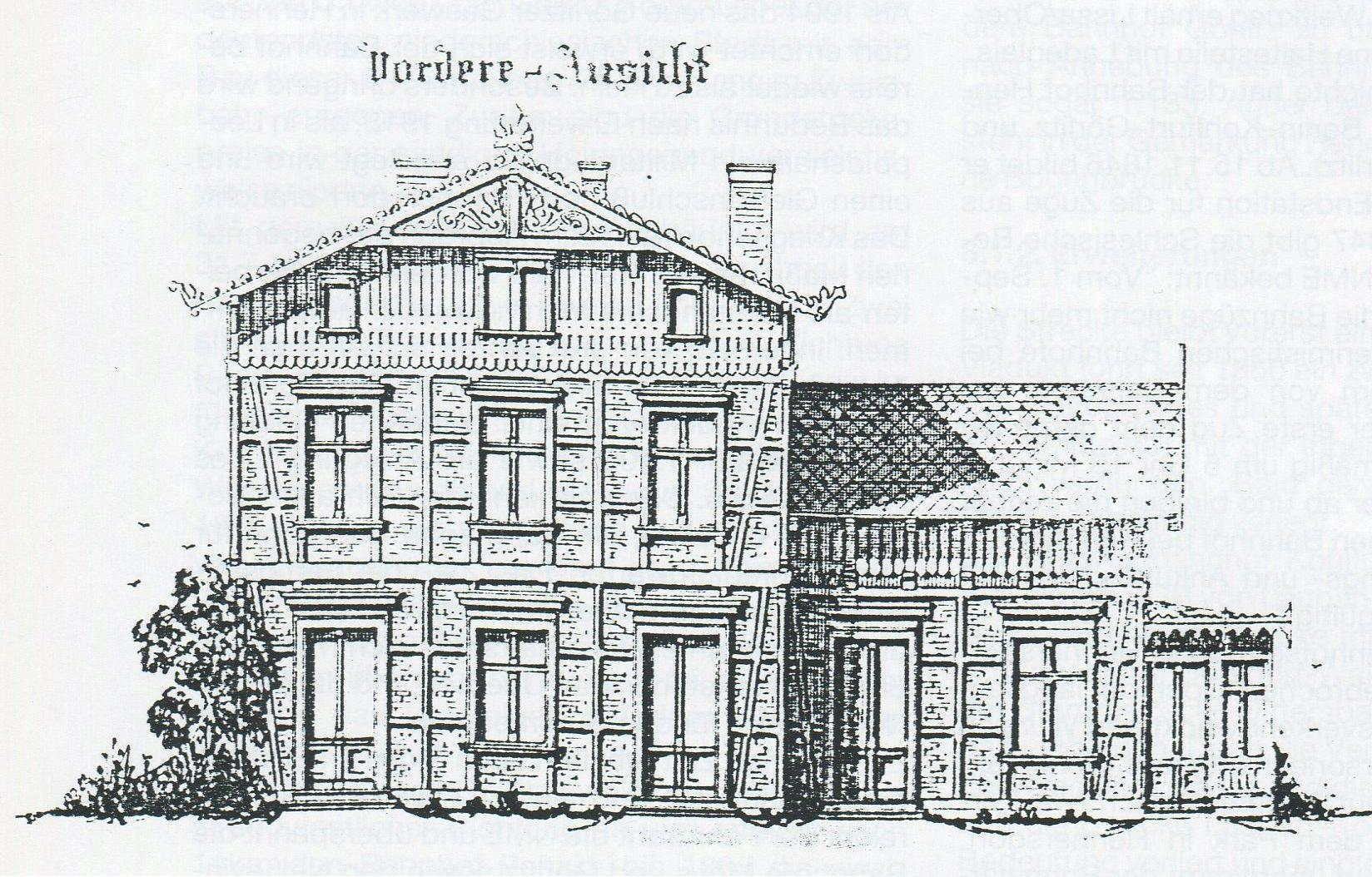
Bahnhof 1876 von der Kohlfurter Seite

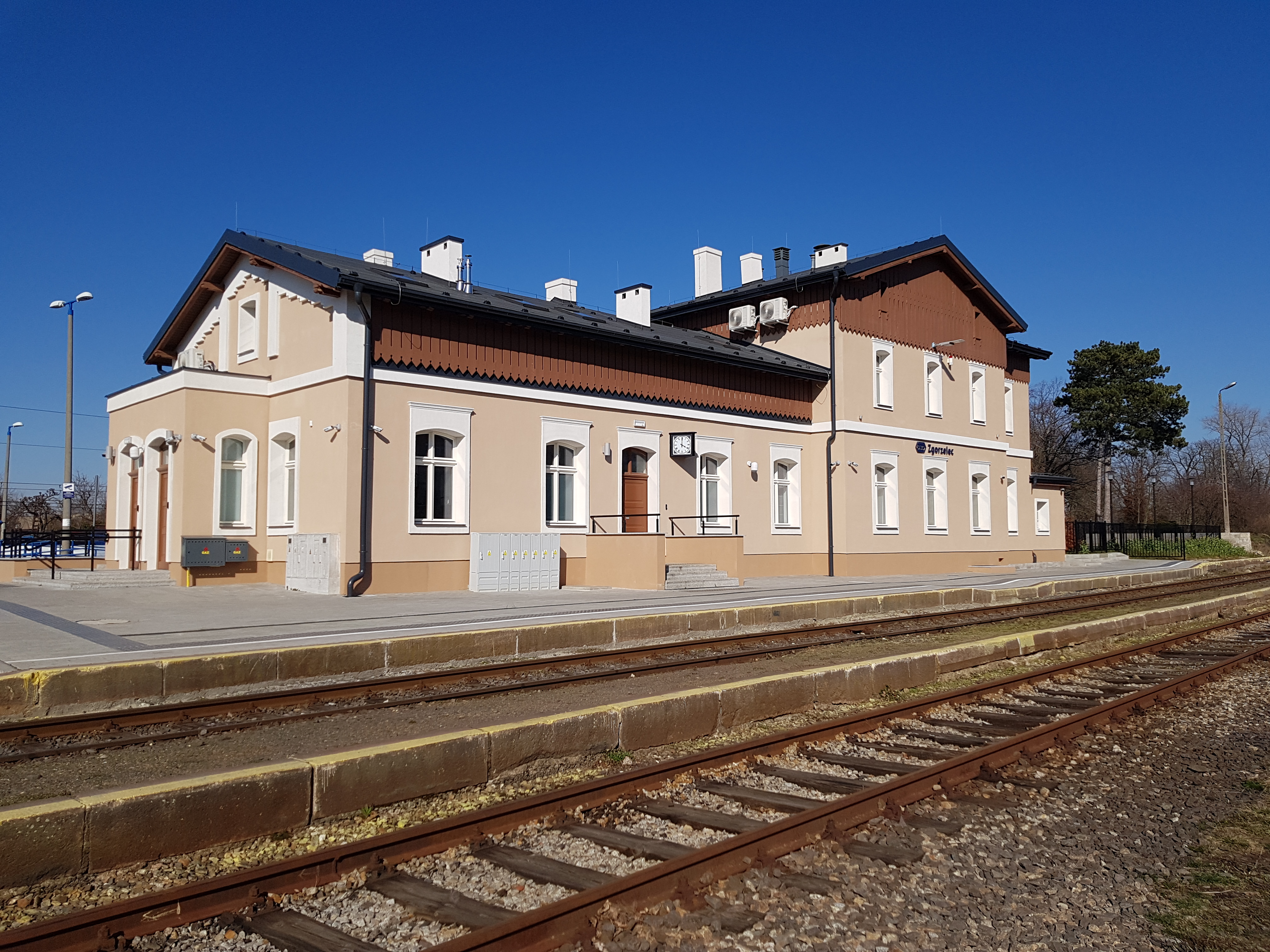
Südseite des Bahnhofes an der Strecke nach Lubań nach der Modernisierung

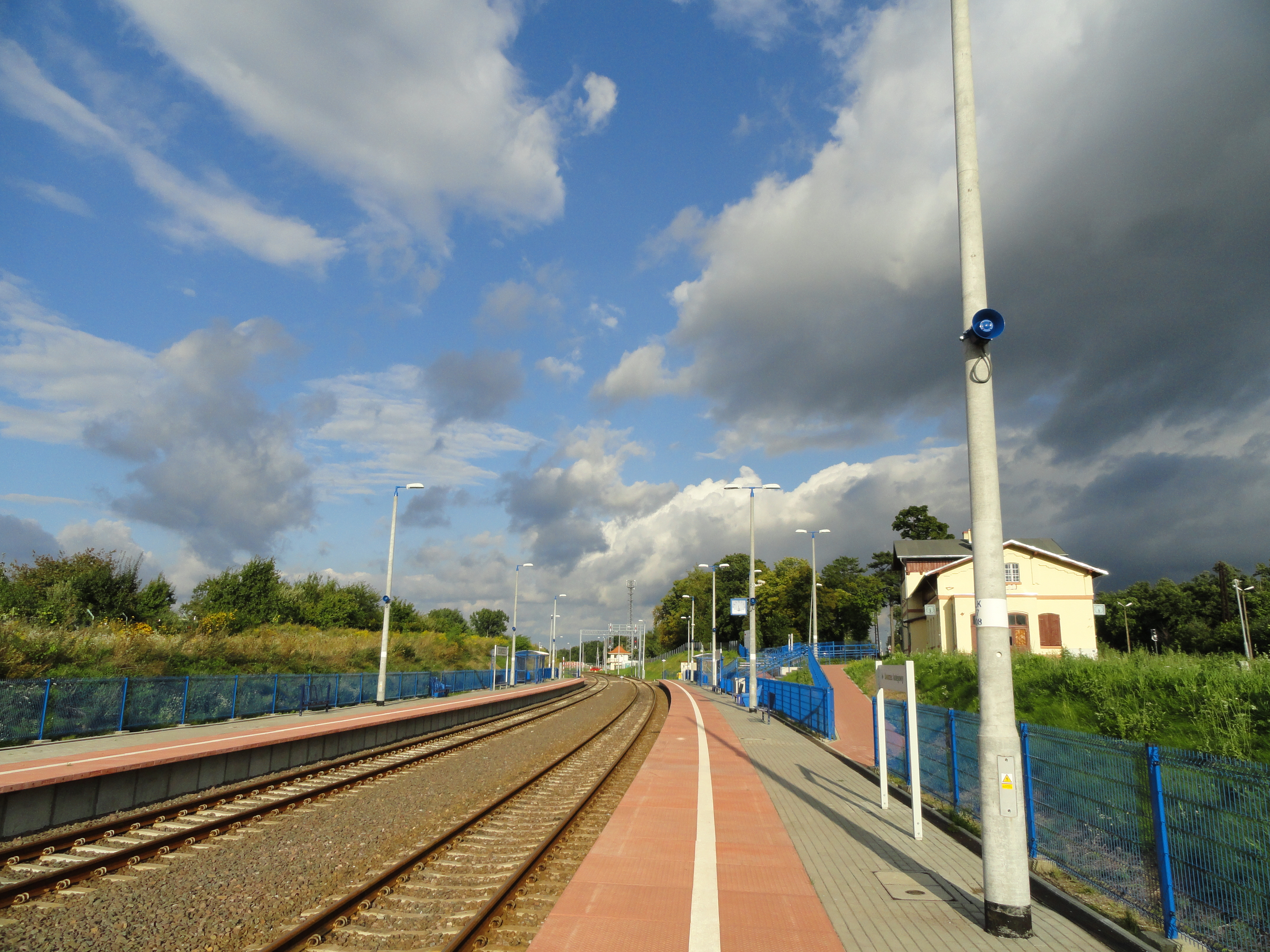
Blick vom Gleis 2 in Richtung Osten nach Węgliniec

Mit der Eröffnung der Zweigbahn der Niederschlesisch-Märkischen Eisenbahn von Kohlfurt nach Görlitz am 1. September 1847 lag das Dorf Moys an der Eisenbahnlinie, erhielt jedoch noch keinen Bahnhalt. Mit dem Beginn des Baus der Strecke nach Lauban und Hirschberg im Riesengebirge 1865 trafen sich hier beide Strecken in Moys und führten weiter zum Bahnhof Görlitz. Mit der Eröffnung der Schlesischen Gebirgsbahn erhielt der Ort einen Haltepunkt an der Gebirgsbahn. An der Kohlfurter Bahn war vorerst kein Halt vorgesehen. Erst 1876 erhielt Moys sein heutiges Bahnhofsgebäude. Um die Jahrhundertwende entwickelte sich Moys zu einem prosperierenden kleinen Ort, so dass 1901 der Antrag gestellt wurde, den Bahnhof erweitern und eine Unterführung für die Hof-Allee in Moys bauen zu dürfen. Da es aber für die Unterführung nötig gewesen wäre die Kohlfurter Strecke um ca. zwei Meter anzuheben, wurde das Vorhaben vom Regierungspräsidium in Liegnitz abgelehnt. Man sah nach der Ablehnung auch von einer Umgestaltung des Bahnhofes ab. Er blieb weitgehend bis heute in seiner damaligen Form erhalten. Am 1. September 1923 wurde die ab nun elektrifizierte Strecke zwischen Görlitz und Lauban eröffnet und somit wurde der Bahnhof auch Teil des elektrifizierten schlesischen Eisenbahnnetzes.
Durch die Sprengung des Neißeviadukts am Abend des 7. Mai 1945 durch Wehrmachtsverbände wurde der Bahnhof vom westlichen Reichsgebiet getrennt. Am Folgetag wurde die Stadt von sowjetischen Truppen besetzt. Mit dem Ende des Zweiten Weltkrieges 1945 und der damit laut Potsdamer Abkommen erfolgten Abtretung der schlesischen Gebiete östlich der Oder-Neiße-Linie an Polen kam der Bahnhof unter Verwaltung der polnischen Staatsbahn (PKP) und wurde in Zgorzelec-Ujazd umbenannt.
Jedoch fielen sämtliche schlesischen elektrifizierten Strecken im Juli 1945 unter sowjetische Reparationsforderungen und wurden schon im August des gleichen Jahres demontiert. Heute erinnern lediglich die Masten auf dem Bahnhofsgelände und an dessen Ausfahrten an den elektrischen Bahnbetrieb auf der Strecke nach Lubań (Lauban).
Die Bedeutung nahm mit dem Bau des zentraleren Bahnhofes Zgorzelec Miasto an der Strecke nach Węgliniec (Kohlfurt) und einer 1948 neuerrichteten Verbindungskurve, die die Umgehung des Bahnhofs Zgorzelec-Ujazd von und nach Lubań (Lauban) zum Bahnhof Zgorzelec Miasto ermöglichte, stark ab.
Eine nochmalige Umbenennung des Bahnhofes führte zu seinem heutigen offiziellen Namen Zgorzelec.
Ab den 1970er- bis in die 1990er-Jahre verfügte der Bahnhof sogar über europäische Schnellzug-Verbindungen mit Kurswagen bis nach Paris und sogar Moskau.
Im Jahr 2019 konnte die Modernisierung des Bahnhofsgebäudes abgeschlossen werden, dabei wurden u. a. die Fassade und das Dach saniert sowie wieder ein Warteraum mit Toiletten und digitalen Abfahrts- und Ankunftsanzeigen geschaffen. In das Obergeschoss des Bahnhofsgebäudes zogen nach der Sanierung die Zgorzelecer Pfadfinder ein. Mit dem Fahrplanwechsel im Dezember 2019 wurde der elektrische Bahnverkehr auf der Strecke nach Węgliniec sowie eine Intercity-Direktverbindung in die Landeshauptstadt Warschau aufgenommen.

## Heute
In den Jahren 2006 und 2007 fand eine umfassende Modernisierung des Gleiskörpers und ein Neubau der Bahnsteige 1 und 2 (von und nach Węgliniec (Kohlfurt)) im Rahmen eines deutsch-polnischen Abkommens zur Zusammenarbeit bei der Weiterentwicklung der Eisenbahnverbindungen aus dem Jahr 2003 statt.
Vom 30. September 2002 bis 13. Dezember 2008 war der Personenzugverkehr zwischen Zgorzelec und Lubań (Lauban) eingestellt und wurde zum 14. Dezember 2008 vorläufig mit zwei Zugpaaren wieder aufgenommen, jedoch schon 1. September 2009 wieder eingestellt. Auch fielen die durchgehenden Regionalzüge nach Wrocław Główny (Breslau Hbf), sowie der Expresszug nach Warszawa (Warschau) dem Fahrplanwechsel zum Opfer. Am 11. Dezember 2011 nahmen die Koleje Dolnośląskie (KD) den Personenverkehr zwischen Zgorzelec und Lubań Śląski mit fünf Zugpaaren auf der Relation Węgliniec–Zgorzelec–Jelenia Góra wieder auf. Seit 1. März 2012 verkehren nur noch vier der fünf Zugpaare über den Bahnhof Zgorzelec.
Ergänzend hielten an diesem Bahnhof vom 1. März 2009 bis zum 28. Februar 2015 noch drei grenzüberschreitende Regionalexpresszugpaare des Dresden-Wrocław-Express von Dresden Hbf über Bautzen, Görlitz und weiter über Legnica nach Wrocław Główny (Breslau Hbf). Der grenzüberschreitende Verkehr nach Görlitz wurde im Dezember 2015 mit mehreren Zugpaaren täglich durch die Koleje Dolnośląskie wieder aufgenommen.
| Linie        | Linienverlauf                                                                   | Takt (min)        | EVU                 |
| ------------ | ------------------------------------------------------------------------------- | ----------------- | ------------------- |
| IC Nałkowska | Białystok – Warszawa Centralna – Opole Główne – Wrocław Główny – Zgorzelec      | ein Zugpaar       | PKP Intercity       |
| RE1          | (Dresden Hbf )– Bischofswerda – Bautzen – Löbau (Sachs) – Görlitz (– Zgorzelec) | tägl. 9 Zugpaare  | Trilex              |
| RB60         | Dresden Hbf – Bischofswerda – Bautzen – Löbau (Sachs) – Görlitz (– Zgorzelec)   | tägl. 2 Zugpaare  | Trilex              |
| D10          | Wrocław Główny – Legnica – Bolesławiec – Węgliniec – Zgorzelec (– Görlitz)      | tägl. 10 Zugpaare | Koleje Dolnośląskie |
| D19          | Görlitz – Zgorzelec – Lubań – Jelenia Góra (– Wałbrzych Główny)                 | 120               | Koleje Dolnośląskie |
|              | Żagań/ Zielona Góra – Żary – Węgliniec – Zgorzelec – Görlitz                    | tägl. 5 Zugpaare  | Polregio            |

(Stand: 15. Dezember 2019)